# Galatella sedifolia
Galatella sedifolia (айстра степова як Aster sedifolius) — вид рослин з родини айстрових (Asteraceae), поширений у Європі крім півночі, а також у Туреччині, Грузії, Вірменії, Азербайджані.

## Поширення
Поширений у Європі крім півночі, а також у Туреччині, Грузії, Вірменії, Азербайджані.